# Brueelia
Brueelia (voorheen gespeld als Brüelia) is een geslacht van luizen uit de familie Philopteridae. Luizen van deze familie parasiteren vooral op vogels.

## Soorten
Het geslacht Brueelia bevat de volgende soorten:
- Brueelia amandavae Rekasi & Saxena, 2005
- Brueelia astrildae Tendeiro & Mendes, 1994
- Bureelia cantans Sychra, 2010
- Brueelia domestica (Kellogg & Chapman, 1899)
- Brueelia eichleri Lakshminarayana, 1969
- Brueelia fasciata Sychra, 2010
- Brueelia lonchurae Tendeiro & Mendes, 1994
- Brueelia munia Ansari
- Brueelia plocea Lakshminarayana
- Brueelia senegala Sychra, 2010
- Brueelia stenozona (Kellogg & Shapman, 1902)